# FS E.405
Pour les articles homonymes, voir E405.
La série E.405 est une locomotive électrique universelle des chemins de fer italiens, les Ferrovie dello Stato.

## Histoire
Ce matériel, construit à 42 exemplaires, correspondait à une commande des chemins de fer polonais PKP de 2006. Elles ont été fabriquées dans l'usine polonaise d'Adtranz (société rachetée en 2001 par Bombardier Transport) de Wrocław. Elles ont été immatriculées selon la codification polonaise EU.11 mais, les PKP n'ont pas obtenu le financement pour les acquérir. Bombardier a cherché un nouvel acquéreur et signé un marché avec Trenitalia en 2003. Elles ont alors été mises en conformité avec les normes italiennes et renumérotées FS E.405.

## Technique
Ce matériel est destiné à tracter indifféremment des trains de voyageurs et de marchandises. Elle circule sur le réseau sous 3 kV CC ou 1,5 kV CC à demi-puissance. Ses moteurs sont dérivées de ceux qui ont équipé les modèles FS E.464 construits également par Adtranz (ex Tecnomasio dans l'usine de Vado Ligure, en Italie.
La caisse, conformément aux critères italiens d'uniformité, reprend celle des FS E.412 et FS E.464.

## Sources